# Max Hünten
Max Hünten (* 25. September 1869 in Düsseldorf; † 25. Mai 1936 in Zingst) war ein deutscher Maler.
Der Sohn des deutschen Schlachtenmalers Emil Hünten und der Emilie, geborene Coninx (1835–1917) erlangte seine Ausbildung 1888/1889 an der Kunstakademie Düsseldorf, zuerst in der „Elementarklasse“ von Heinrich Lauenstein und der „Vorbereitungsklasse“ von Hugo Crola. Juni 1889 unterbrach Hünten das Studium an der Akademie und besuchte die Académie Julian in Paris. Zurück in Düsseldorf, folgte in den Jahren 1892 bis 1893 seine dortige Schulung in der Malerei in „Ornamentik und Dekoration“ bei Adolf Schill und in der „Malklasse“ von Eduard Gebhardt und Arthur Kampf. Außerdem war er Schüler von Georg Oeder.

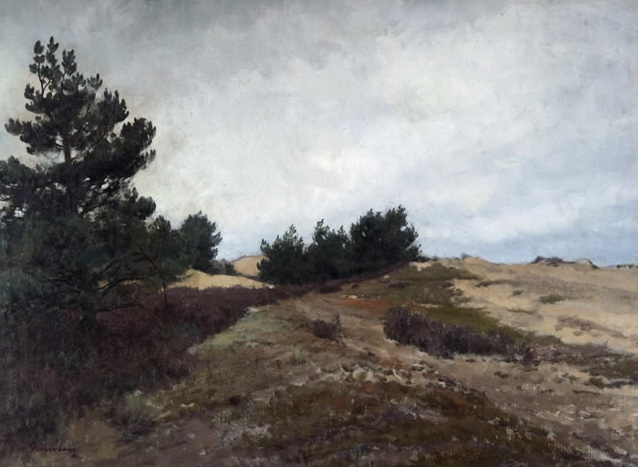
Zingster Heide.

Er wohnte bis Ende des 19. Jahrhunderts im Haus seines Vaters in der Düsseldorfer Jägerhofstraße, zog dann in die Goltsteinstraße 25 und gehörte bis Oktober 1894 als Soldat des 2. Westfälischen Husaren-Regiments Nr. 11 der Offiziersvereinigung des Landwehr-Bezirks Düsseldorf an. Als Oberleutnant der Landwehr (Westfälisches Ulanen-Regiment Nr. 5) nahm er am Ersten Weltkrieg teil. Anfang des 20. Jahrhunderts wurde Hünten Eigentümer des Hauses Nr. 41 in der Prinz-Georg-Straße, erbaut im Jahre 1907 von Gottfried Wehling, welches die Franzosen mit der Ruhrbesetzung nach dem Ersten Weltkrieg okkupierten. Hünten war Mitglied der Allgemeinen Deutschen Kunstgenossenschaft und um 1913 stellvertretender Vorsitzender des Ortsvereins Düsseldorf. Auch gehörte er zu der Düsseldorfer Künstler-Vereinigung 1899.
Auf seinen Reisen hatte er den Darß kennengelernt und siedelte mit seiner Frau Mary, einer Deutsch-Irin, welche er in Düsseldorf geheiratet hatte, Mitte der 1920er-Jahre nach Zingst um; dort wohnte er in der Schulstraße 2. In dieser Landschaft konnte Max Hünten seinen Leidenschaften, der Jagd und der Malerei, nachgehen. Seine Kampf-, Militär-, Jagd- und Landschaftsgemälde befinden sich in zahlreichen deutschen Museen, u. a. im Jagdschloß Granitz auf Rügen.
Er starb in Zingst, seine Urne wurde in der Familiengruft in Düsseldorf beigesetzt.

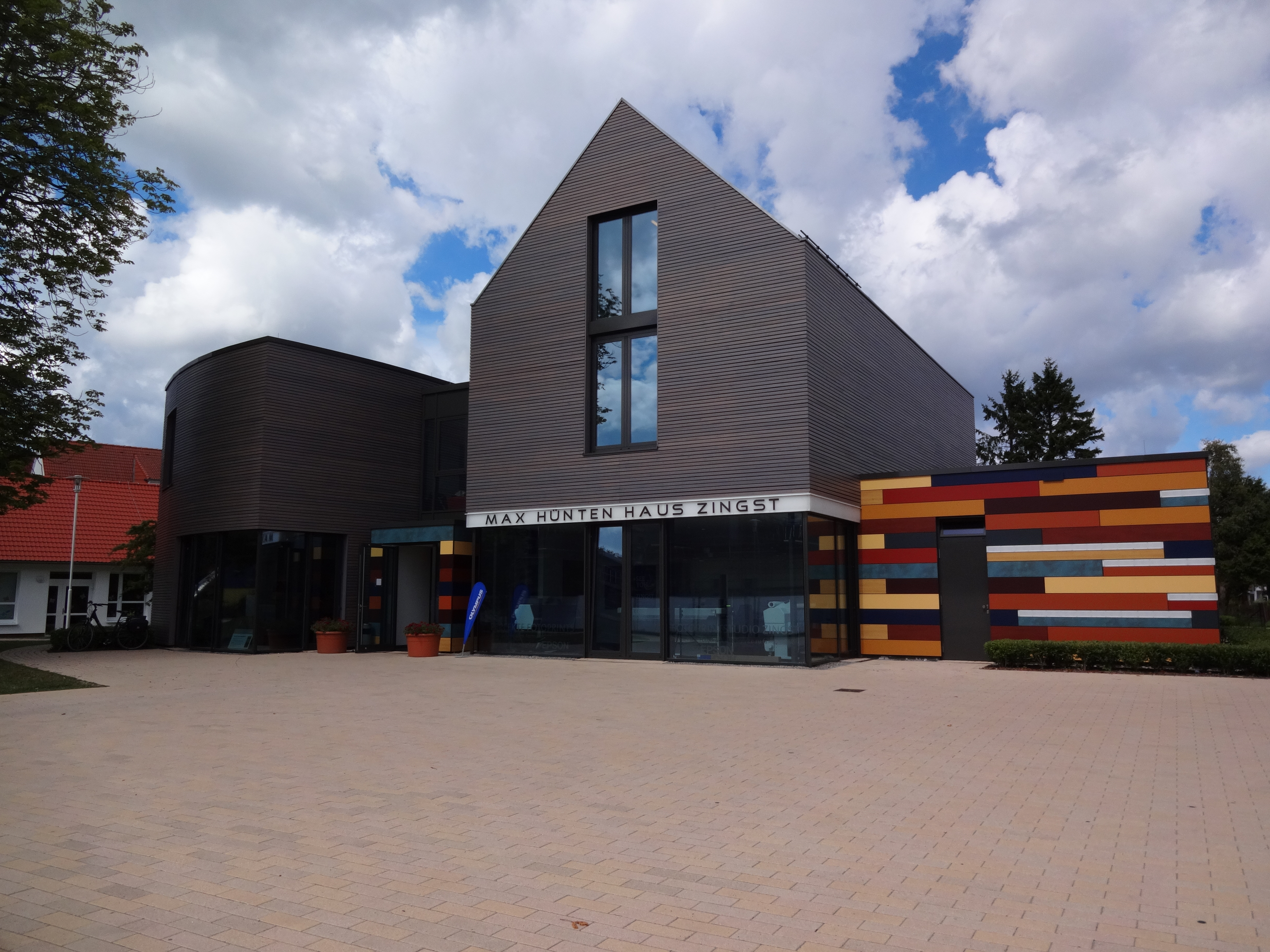
Max Hünten Haus Zingst

Erst durch den Fund von 500 Glasplattennegativen im Heimatmuseum in Zingst wurde der fotografische Nachlass von Max Hünten bekannt. Die Aufnahmen sind auf einer vierjährigen Weltreise von 1910 bis 1914 entstanden. Mittlerweile wurde auch das Haus für Fotografie in Zingst nach ihm benannt.